# Брагин, Дмитрий Васильевич
Дмитрий Васильевич Брагин — советский хозяйственный, государственный и политический деятель.

## Биография
Родился в 1912 году в деревне Плосково. Член ВКП(б).
С 1941 года - на хозяйственной, общественной и политической работе. В 1941-1961 гг. — заместитель начальника цеха, секретарь партийной организации цеха, парторг ЦК ВКП(б) на Златоустовском машиностроительном заводе им. Ленина, секретарь Сталинского, Ново-Златоустовского райкомов ВКП(б) г. Златоуста, секретарь Златоустовского горкома ВКП(б), первый секретарь Златоустовского горкома ВКП(б), первый секретарь Челябинского горкома ВКП(б), первый заместитель председателя Челябинского облисполкома, председатель Тамбовского облисполкома.
Избирался депутатом Верховного Совета РСФСР 5-го созыва.